# 조너선 웨인라이트
조나단 메이휴 웨인라이트 4세(Jonathan Mayhew Wainwright IV, 1883년 8월 23일 -1953년 9월 2일)는 미국의 군인이다. 제2차 세계 대전에서 1942년 5월 6일 필리핀 전선 코레히도르 전투에서 패배한 이후 일본 제국 육군에 항복을 하여 포로가 되었다. 이후 그는 필리핀 함락에 공을 세워 명예 훈장을 받았고, 최종 계급은 대장이다.

## 생애
1883년, 워싱턴주 웰라웰라의 육군 주둔지 포트 웰라웰라에서 태어났다. 아버지 로버트 파월 페이지 웨인라이트는 기병대 장교로 스페인-미국 전쟁 등에 참전하여, 1902년에 필리핀에서 전사했다.
1906년 고교 졸업 후 육군사관학교에 가서 아버지와 같은 기병 장교의 길을 선택한다.
제1차 세계 대전 중인 1918년 2월부터 프랑스 전선에 파견되어 제82보병사단 참모장보 등을 역임했다. 제1차 세계 대전이 끝난 후 1920년까지 점령군의 일원으로 독일에 주둔했다.
1942년, 필리핀 전투에서 미국 극동 육군으로 발령 받았고, 더글러스 맥아더 장군을 보좌하며 바탄반도와 코레히도르 요새에 주둔하며 지휘를 했다.
같은 해 3월, 맥아더 장군이 필리핀을 탈출하고 미-필리핀 연합군을 지휘했다. 5월 코레히도르 요새가 함락되고 일본군에 항복하면서 전쟁포로의 신분으로 만주로 이송되었다. 1945년 9월 항복 조인식에 참석했다. 1945년 9월 5일 일본의 항복을 받은 직후 그는 대장으로 승진했다. 1946년 1월 웨인라이트는 텍사스주 포트 샘 휴스턴의 제4군 지휘관으로 부임한다. 웨인라이트는 1947년 8월 퇴역했다.
1953년 9월 2일 사망하였다. 웨인라이트는 알링턴 국립 묘지의 제1구역에 매장되었다. 그는 기념 극장에서 장례식이 열린 몇 안되는 인물 중 한 명이다. 알래스카의 포트 웨인라이트는 그의 이름을 따서 지은 것이다.

## 같이 보기
- 프리메이슨 목록